# GL Весов
GL Весов (лат. GL Librae) — одиночная переменная звезда в созвездии Весов на расстоянии приблизительно 2236 световых лет (около 686 парсеков) от Солнца. Видимая звёздная величина звезды — от +12,5m до +11,9m.

## Характеристики
GL Весов — красная пульсирующая полуправильная переменная звезда (SR:) спектрального класса M7.